# Miseno (mitología)

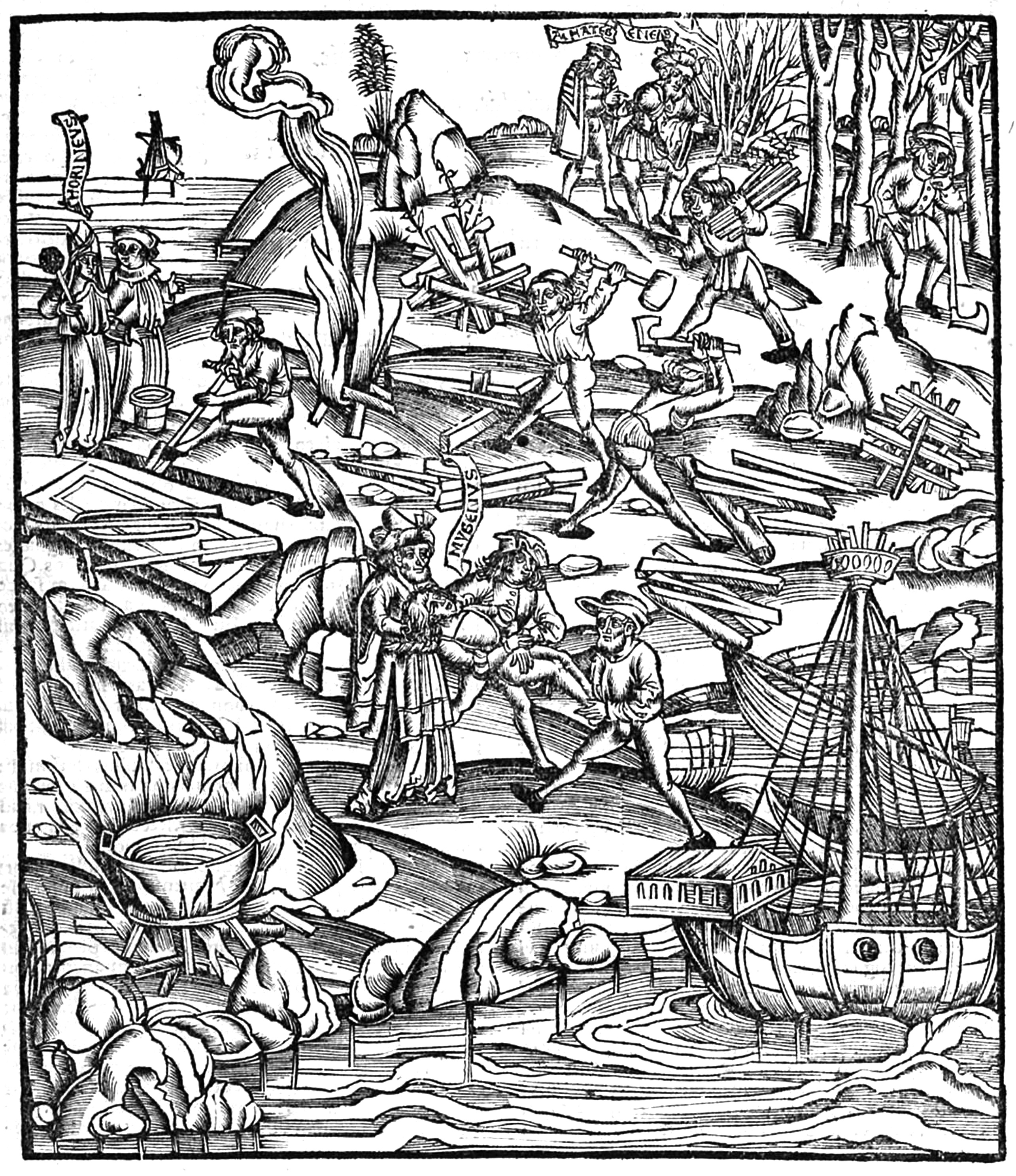
Xilografía empleada en 1529 como ilustración de la obra de Virgilio: los troyanos cavan la tumba de Miseno.

En la mitología griega, Miseno fue compañero de Héctor y trompetero de Eneas. Se supone que Miseno se había ahogado después de una competición de trompeta con el dios marino Tritón, según relato de Virgilio en la Eneida:

...la Sibila le comenta que hay un amigo suyo que está muerto y él no se ha dado cuenta y tienen que darle sepultura antes. Eneas y su fiel Acates se dirigen hacia los barcos, preguntándose quien podría ser el amigo muerto y ven que es Miseno. Éste había sido compañero de Héctor, hijo de Príamo, que siempre le había acompañado hasta que el príncipe fue asesinado por Aquiles y se incorporó al séquito de Eneas. Se apresuran a cumplir lo que Sibila les había ordenado y construyen un sepulcro para enterrar al muerto. Mientras cortaban troncos de madera Eneas desea encontrar la rama de oro y en ese instante aparecieron dos palomas que habían sido enviadas por la diosa Venus para ayudarles a encontrar la rama. Las siguen y éstas les llevan hasta las fauces del Averno y se posaron sobre un árbol en el que relucía un aura de oro. Eneas la coge y la lleva a la cueva de la vidente Sibila. Mientras tanto los teucros siguen dando sepultura a Miseno. Cuando terminaron continuaron los mandatos de Sibila. Para poder entrar en una profunda caverna realizaron sacrificios y Sibila echa a todos los compañeros de Eneas y le dice a éste que tenga valor ahora para entrar...

 El funeral de Miseno sirvió, en definitiva, de ritual para que la Sibila de Cumas, acompañara a Eneas a entrar en el infierno.
De este personaje se tomó el nombre para la ciudad italiana de Miseno.